# Paramelomys platyops
Paramelomys platyops es una especie de roedor de la familia Muridae.

## Distribución geográfica
Se encuentra en Indonesia y Papúa Nueva Guinea.